# Silvio Savelli
Silvio Savelli (ur. 21 lipca 1550 w Ariccii, zm. 22 stycznia 1599 tamże) – włoski kardynał.

## Życiorys
Urodził się 21 lipca 1550 roku w Ariccii, jako syn Camilla Savelliego i Isabelli Orsini. Uzyskał doktorat z prawa, a następnie został kanonikiem bazyliki watykańskiej. 26 stycznia 1582 roku został wybrany arcybiskupem Rossano, a dwa dni później przyjął sakrę. W latach 1582–1585 był nunjuszem w Neapolu. Około 1589 roku zrezygnował z zarządzania diecezją, a w latach 1592–1594 pełnił funkcję wicelegata w Awinionie. 28 marca 1594 został łacińskim patriarchą Konstantynopola. 5 czerwca 1596 roku został kreowany kardynałem prezbiterem i otrzymał kościół tytularny Santa Maria in Via. Rok później został legatem w Perugii i Umbrii. Zmarł 22 stycznia 1599 roku w Ariccii.